# Castello di Hof
Il castello di Hof (in lingua tedesca Schloßhof) è un castello austriaco acquistato nel 1726 dal principe Eugenio di Savoia, feldmaresciallo imperiale.

## Storia
Il Principe Eugenio di Savoia, già proprietario di molti palazzi a Vienna e in Austria, acquistò un piccolo palazzo a Engelhartstetten nel 1726, ma già dal 1729 sentì l'esigenza di ampliare l'originale residenza per trasformarla in un elaborato casino da caccia.
Il progetto per il rifacimento in stile barocco venne affidato all'architetto Johann Lukas von Hildebrandt. Egli lo lasciò all'unica nipote rimastagli come eredità e successivamente esso venne acquistato dall'Imperatrice Maria Teresa d'Austria che lo unì al patrimonio imperiale. Nella cappella del p[alazzo, infatti, si sposò una delle figlie di Maria Teresa, Maria Cristina d'Asburgo-Lorena, con Alberto di Sassonia-Teschen nell'aprile del 1766.
Il castello rimase inalterato sino al Novecento quando esso venne occupato dalla Wehrmacht dopo l'Anschluss austriaco del 1938.
Ancora oggi la struttura conserva al proprio interno molti degli arredi originali settecenteschi e qui si tiene ogni anno un festival barocco di grande impatto.

## Il giardino

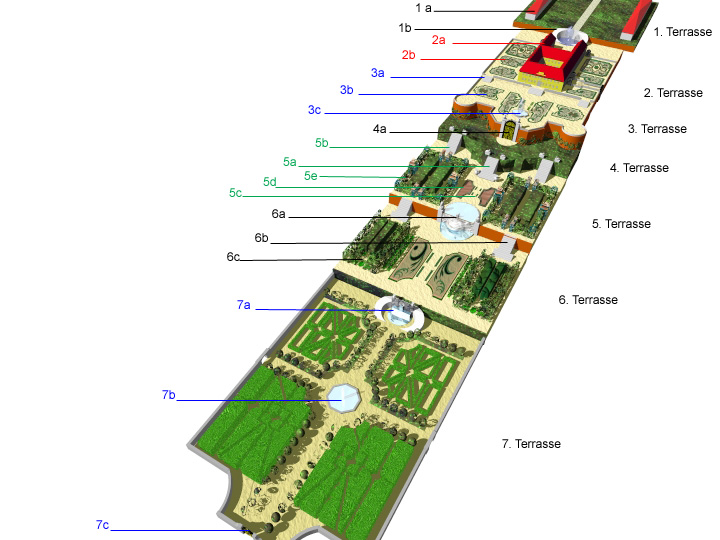
La struttura dei giardini del castello di Hof

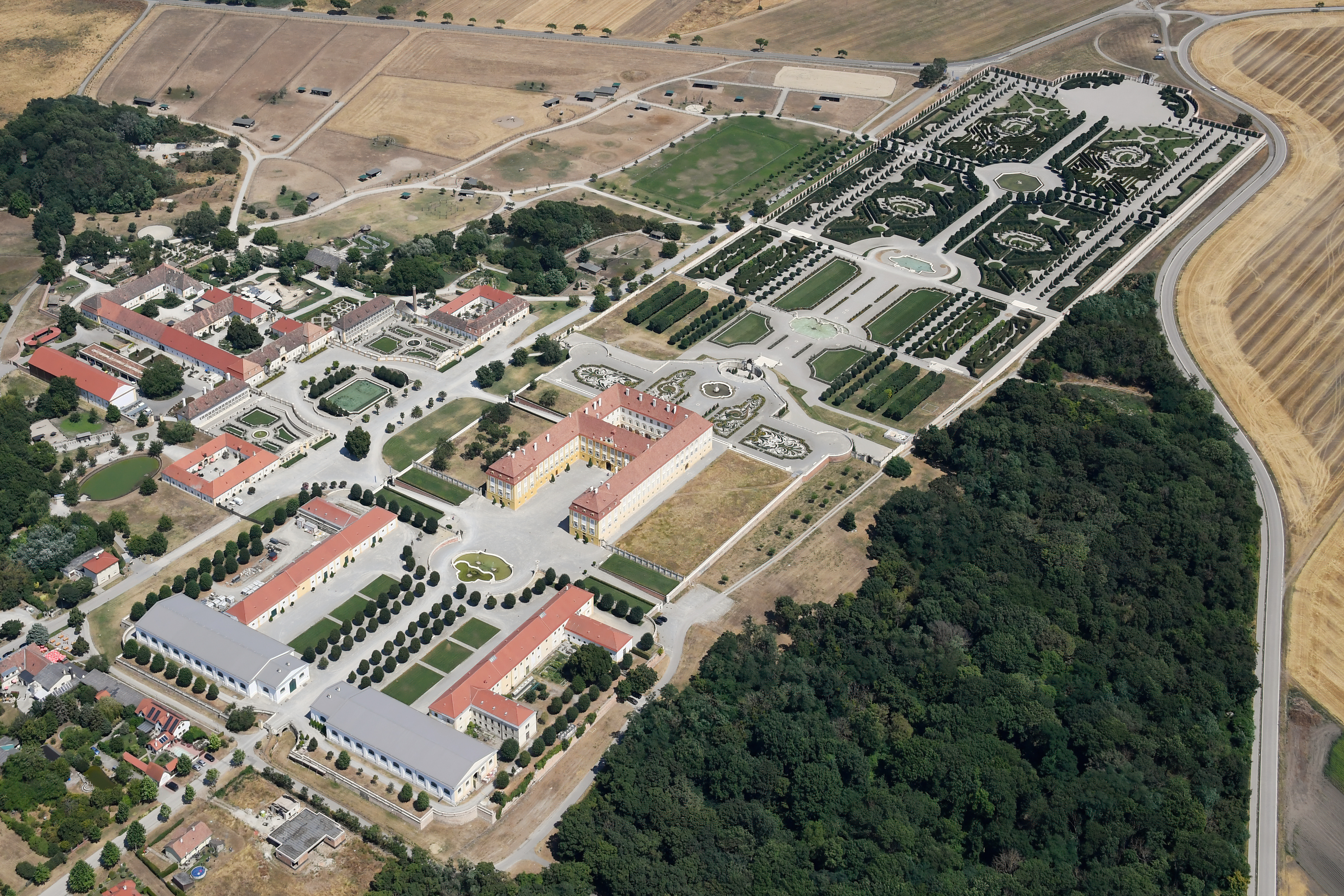
Vista aerea del Giardino Barocco da sud-ovest con le terrazze 1-4 in primo piano

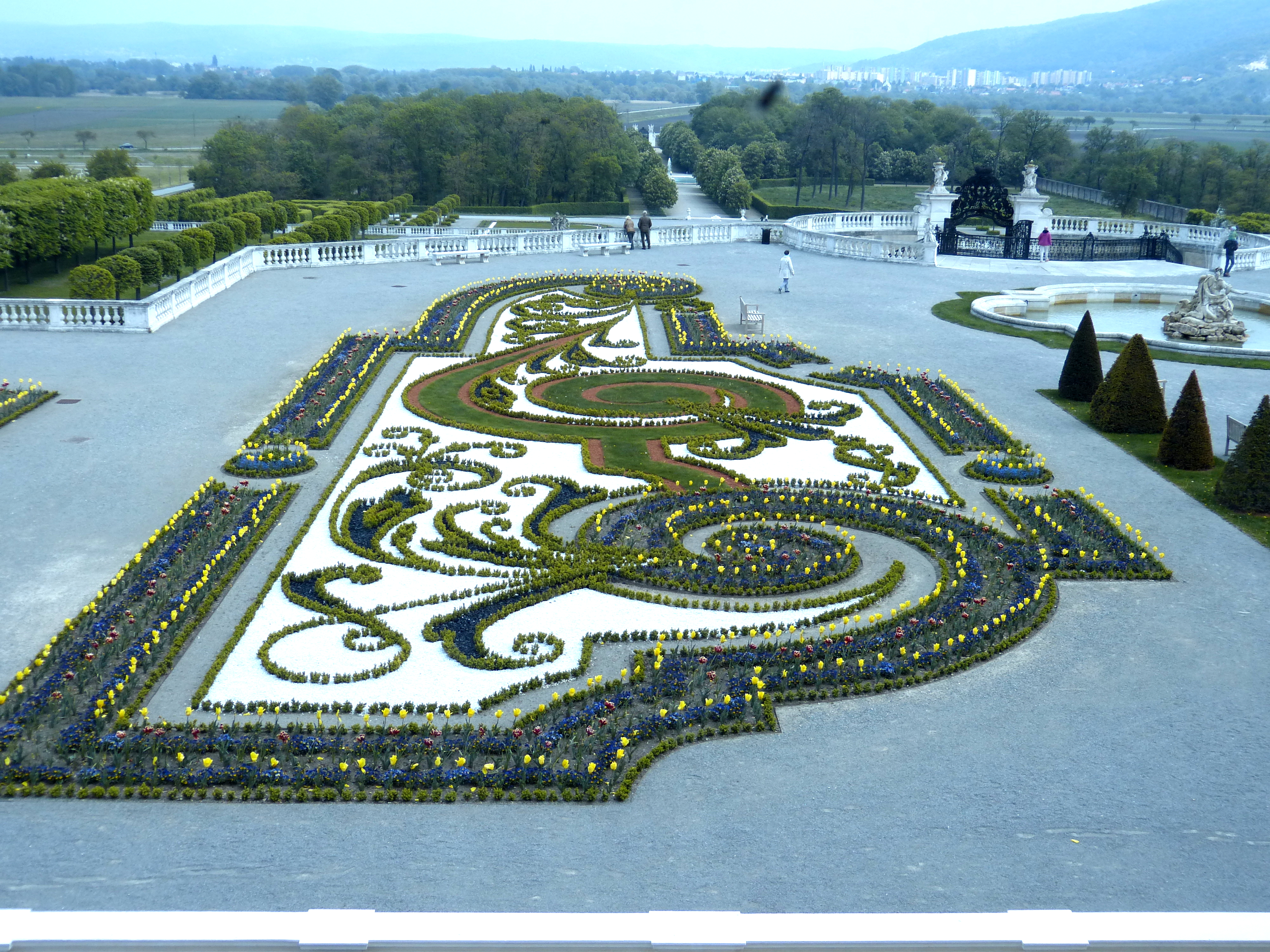
I parterre della terza terrazza.

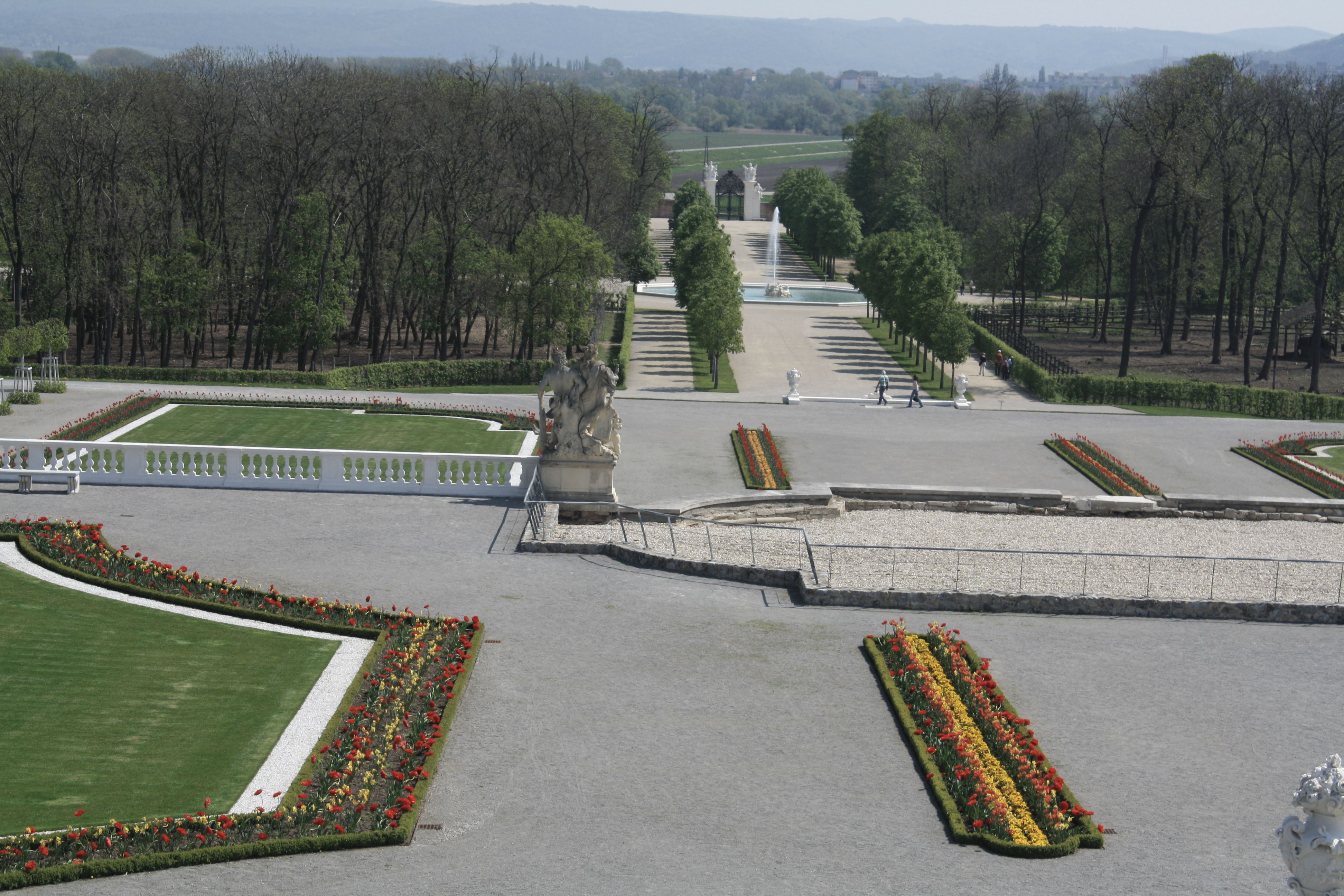
Il passaggio dalla sesta alla settima terrazza

Il grande giardino di 50 ettari, è caratterizzato ancora oggi da molti parterre, statue e fontane, essendo rimasto praticamente inalterato dal Settecento.
Il giardino è caratteristico in quanto è articolato su sette terrazzamenti che vanno digradando, ed il palazzo è posto sul secondo partendo dall'alto di modo che può godere di un piccolo giardino antistante la struttura e di un grande apparato sul retro. Il sistema a terrazzamenti collegati tra loro da scale, venne progettato dal celebre progettista Dominique Girard, celebre fontaniere di Luigi XIV, che operò qui in questo modo per permettere la caduta dell'acqua e lo sfruttamento della pendenza per il funzionamento delle fontane e dei giochi d'acqua del giardino.
Nella seguente descrizione si fa riferimento alla mappa qui di fianco dove numeri e lettere tra parentesi indicano gli edifici e i tratti del giardino corrispondenti.

### La prima terrazza
La prima terrazza del giardino, come si è detto, occupava l'area antistante il palazzo e comprendeva pertanto la corte d'onore del castello ed i cancelli della struttura (1a). Qui doveva con tutta probabilità trovarsi anche una fontana di Nettuno (1b) (così come appare da alcuni dipinti del Canaletto che illustrano l'area nel settecento), ma che è stata successivamente riempita ed eliminata per dare spazio ad una corte maggiormente adatta al transito delle carrozze.

### La seconda terrazza
La seconda terrazza è quella ove si trova il palazzo vero e proprio (2a) e pertanto poco spazio è stato lasciato al giardino che si limita ad uno sviluppo laterale con due gruppi di parterre di dimensioni ridotte rispetto alle altre (2b).

### La terza terrazza
La terza terrazza, più piccola, racchiude quattro piccoli parterre (3b) che conducono agli altri più bassi di dimensioni maggiori. Di rilevante, al centro di questa terrazza, si trova la fontana della Najade (3c).

### La quarta terrazza

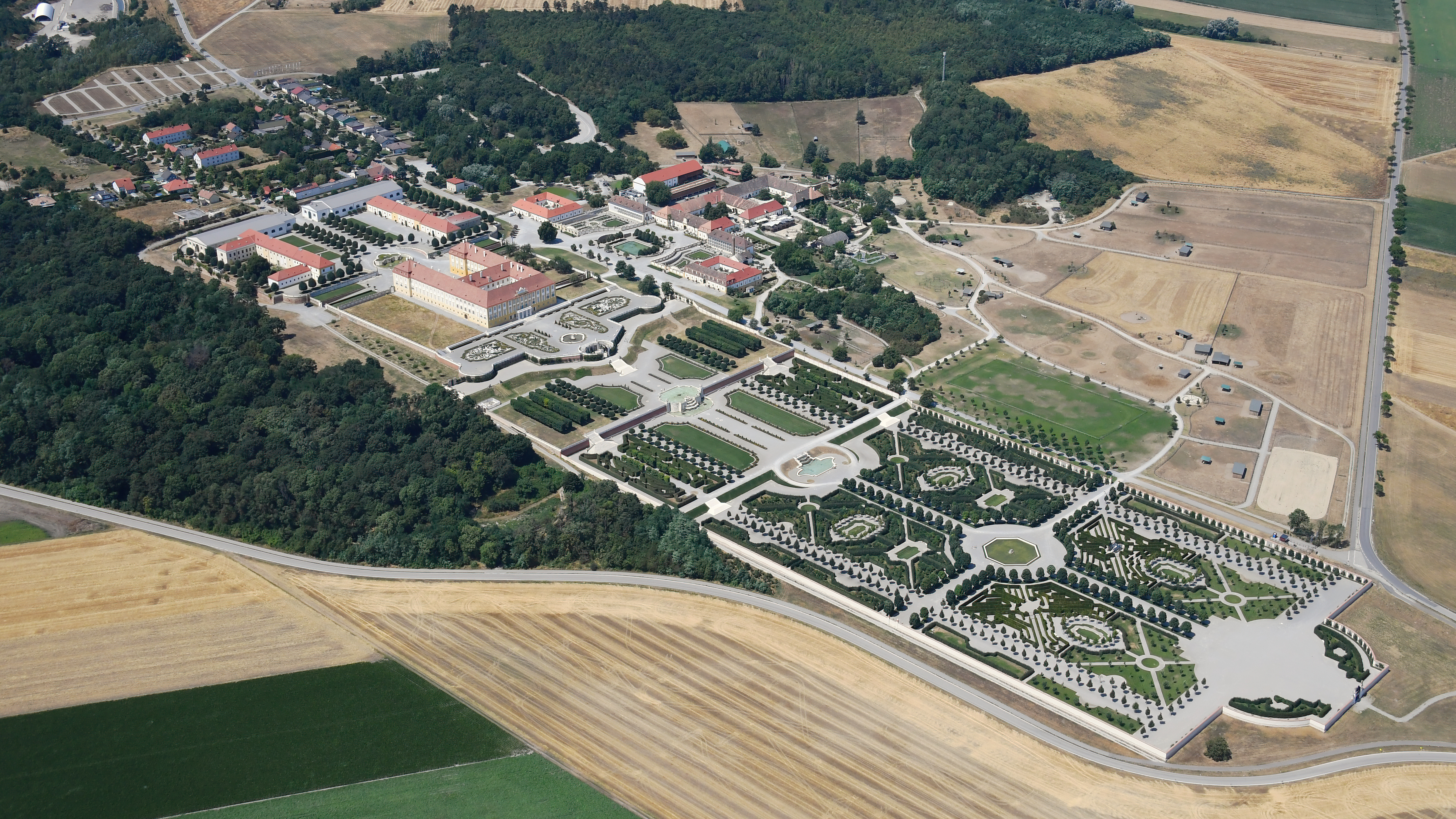
Veduta aerea del Giardino Barocco da sud-est con le terrazze 5-7 in primo piano

Attraverso un cancello ed una maestosa scalinata (4a) si giunge alla quarta terrazza, completamente ricoperta da verde rigoglioso che ricopre gli originali bastioni difensivi della struttura. La scala, di dimensioni notevoli, racchiude sotto di essa una grotta con statue raffiguranti allegorie dei fiumi d'Austria tra i quali spicca indubbiamente il Danubio.

### La quinta terrazza
Il passaggio tra la quarta e la quinta terrazza è reso possibile da tre imponenti scalinate che si configurano differentemente anche nelle decorazioni: quella centrale, adornata con statue di sfingi, contrasta per dimensione anche con quelle laterali che riportano statue che raffigurano le quattro stagioni, due a destra e due a sinistra della scala centrale.

### La sesta terrazza
L'asse centrale della sesta terrazza è occupato da una monumentale fontana a cascata decorata con statue rappresentanti allegorie delle vittorie conseguite dal principe Eugenio di Savoia sul campo di battaglia, il tutto articolato in una discesa dell'acqua a conchiglie di dimensioni sempre minori man mano che l'acqua scorre verso il basso. Qui si trovano in aggiunta due parterre centrali affiancati ciascuno da un parterre di bosso.

### La settima terrazza
La settima terrazza è la maggiore delle terrazze del giardino del castello di Hof ed anch'essa presenta una grande fontana in asse alle precedenti, affiancata questa volta da una grande scalianta doppia che abbraccia la struttura e consente l'accesso al piano del terreno. L'area del giardino è qui composta da parterre di bosso con motivi e decorazioni barocche che confluiscono al centro in un bacino d'acqua. A conclusione della terrazza si trova un cancello che chiude i confini della proprietà.